# Юцки
Юцки́ (бел. Юцкі́) — деревня в составе Демидовичского сельсовета Дзержинского района Минской области Беларуси.

## География
Деревня расположена в 17 километрах от Дзержинска, 50 километрах от Минска и 19 километрах от железнодорожной станции Койданово.

### Гидрография
Река Усса.

## История
Известна с конца XVIII века как фольварок в Минском повете Минского воеводства Великого княжества Литовского во владении Радзивиллов. После второго раздела Речи Посполитой, в 1793 году — в составе Российской империи. В 1800 году в Юцках насчитывается 5 дворов, проживали 20 жителей, являлись владением князя Доминика Радзивилла. Во 2-й половине XIX века — начале XX века деревня в составе Койдановской волости Минской губернии. В 1897 году существовали два одноимённых фольварка Юцки, в которых по данным переписи проживали 16 жителей, насчитывалось 3 двора, в 1917 году население составляло 17 жителей.
С 20 августа 1924 года деревня стала центром Новосадского сельсовета Койдановского района Минского округа, который с 23 марта 1932 году до 14 мая 1936 года являлся польским национальным с/с, с 29 июня 1932 года Койдановский район стал именоваться Дзержинским. 31 июля 1937 года Дзержинский польский национальный район был упразднён, территория сельсовета передана в состав Заславского района. С 20 февраля 1938 года деревня в составе Минской области, с 4 февраля 1939 года в составе восстановленного Дзержинского района. В 1926 году (по данным переписи) в селе насчитывалось 77 дворов, проживали 377 жителей, в одноимённом посёлке — 20 дворов, 75 жителей. В это время в деревне работала начальная школа, которая находилась в арендном помещении (в 1925 году — 48 учащихся). В 1930-е годы, в ходе коллективизации был организован колхоз, который обслуживала Путчинская МТС.
В Великую Отечественную войну с 28 июня 1941 года по 6 июля 1944 года деревня находилась под немецко-фашистской оккупацией, на фронтах войны погибли два жителя деревни. С 16 июля 1954 году деревня в составе Вертниковского сельсовета, с 8 апреля 1957 года — в составе Демидовичского сельсовета (переименованный Сталинский с/с). В 1960 году в деревне проживали 58 жителей, с 1963 года — центр совхоза «Демидовичи». В 1991 году в Юцках насчитывалось 121 хозяйство, проживали 382 жителя. По состоянию на 2009 год деревня — центр УП «Демидовичи».

## Население
| Численность населения (по годам) | Численность населения (по годам) | Численность населения (по годам) | Численность населения (по годам) | Численность населения (по годам) | Численность населения (по годам) | Численность населения (по годам) | Численность населения (по годам) | Численность населения (по годам) |
| 1800                             | 1897                             | 1917                             | 1926                             | 1960                             | 1991                             | 1999                             | 2004                             | 2009                             |
| -------------------------------- | -------------------------------- | -------------------------------- | -------------------------------- | -------------------------------- | -------------------------------- | -------------------------------- | -------------------------------- | -------------------------------- |
| 20                               | ↘16                              | ↗17                              | ↗452                             | ↘58                              | ↗382                             | ↗438                             | ↘394                             | ↘354                             |
| 2017                             | 2018                             | 2020                             | 2022                             |                                  |                                  |                                  |                                  |                                  |
| ↘316                             | ↘315                             | ↗318                             | ↘298                             |                                  |                                  |                                  |                                  |                                  |

## Улицы
В настоящее время (на начало 2020 года) в деревне Юцки насчитывается семь улиц:
- Центральная улица (бел. Цэнтральная вуліца);
- Садовая улица (бел. Садовая вуліца);
- Комсомольская улица (бел. Камсамольская вуліца);
- Лесная улица (бел. Лясная вуліца);
- Солнечная улица (бел. Сонечная вуліца);
- Школьная улица (бел. Школьная вуліца);
- Восточная улица (бел. Усходняя вуліца).

## Инфраструктура
- ГУО «Демидовичский учебно-педагогический комплекс детский сад—базовая школа»[6];
- Почтовое отделение «Белпочты»;
- Продуктовый магазин № 75 д. Юцки;
- Спортзал ГУО «Демидовичский УПУ детский сад- базовая школа».

## Достопримечательность
- Родник «Юцковский» — гидрологический памятник природы республиканского значения. В 1 километре на северо-восток от деревни.

## Известные лица
- Карусь Каганец, наст. Казимир-Рафаил Карлович Костровицкий (1868—1918) — белорусский поэт и общественный деятель начала XX века;
- Всеволод Михайлович Горячко[бел.] (род. 1968) — белорусский поэт.